# Schistostephium heptalobum
Schistostephium heptalobum là một loài thực vật có hoa trong họ Cúc. Loài này được (DC.) Oliv. & Hiern miêu tả khoa học đầu tiên năm 1877.